# 马拉乌
马拉乌是巴西巴伊亚州的一个市镇。总面积774.447平方公里，总人口16447人，人口密度21.2人/平方公里。